# Бедрины
Бедрины — русский дворянский род.
Известия об этом роде начинаются с Игната Нечаевича Бедрина, убитого в зимнем казанском походе в 1550 году, имя которого вписано в синодик Московского Успенского собора на вечное поминовение.
Данило Иванович упоминается в походах: Казанском 1544 года и Полоцком 1551 года. Михайло Иванович был воеводой в полоцком походе 1551 года. Один из Бедриных значится в числе владельцев населенных имений в 1699 году.